# Popo Molefe
Popo Simon Molefe (* 26. April 1952 in Sophiatown, Johannesburg) ist ein südafrikanischer Politiker, der dem African National Congress (ANC) angehört. Er war von 1994 bis 2004 erster Premierminister der Provinz Nordwest.

## Leben
Molefes Vater war Arbeiter, seine Mutter Hausangestellte. Sie hatten acht Kinder. Molefe wurde weitgehend von einer Tante aufgezogen. Er besuchte die Naledi High School in Soweto. 1973 trat er der oppositionellen Black People’s Convention bei, 1974 der South African Students’ Organisation, mit der er 1976 am Aufstand in Soweto teilnahm. 
Molefe war 1978 Gründungsmitglied der Azanian People’s Organisation (AZAPO), die er 1981 wegen Unstimmigkeiten über die Rolle der Weißen in der Opposition gegen die Apartheid verließ. Danach betätigte er sich als Koordinator für die Aktivitäten (Anti-Republic Day Celebration Committee) der Kritiker des Republik-Tages (31. Mai). Von 1982 bis 1984 war er Mitglied des Council of Ten innerhalb der Soweto Civic Organisation. Er war auch an der Gründung der Oppositionsbewegung United Democratic Front (UDF) im Jahr 1983 führend beteiligt. Zunächst wurde Molefe UDF-Sekretär für Transvaal und im August 1983 zum UDF-Generalsekretär ernannt. In dieser Funktion nahm er eine führende Rolle in der Oppositionsbewegung gegen das neue Dreikammerparlament entsprechend der Verfassungsreform von 1983 ein.
Molefe wurde aufgrund seiner politischen Aktivitäten mehrfach verhaftet. 1985 bis 1988 war er inhaftiert und wurde 1988 im Delmas Treason Trial wegen Landesverrats vom Richter Kees van Dijkhorst zu zehn Jahren Haft verurteilt; es war die zweithöchste der elf ausgesprochenen Haftstrafen. Die Strafe wurde 1989 vom Supreme Court aufgehoben. Nach seiner Freilassung wurde Molefe Mitglied des gerade wieder legalisierten ANC. 1994 wurde er Premierminister der neugeschaffenen Provinz Nordwest. Er wurde 1999 wiedergewählt und trat 2004 zurück. Ab 2002 war er Chairman des Board of Directors der PetroSA; diese Position hatte er bis 2010 inne. Er trat 2004 als Führungskraft der Anooraq Resources Corporation bei, die im Platinbergbau tätig ist. 2004 bis 2009 war er Kanzler der North-West University. 2014 bis 2017 leitete er das Board of Directors der PRASA, seit 2018 das der Transnet.
Molefe war verheiratet und hat vier Kinder. Das Paar wurde 2003 geschieden.

## Auszeichnungen
2014 erhielt Molefe den Order of Luthuli in Silber.